# Numeração armênia
O sistema de numeração armênia (português brasileiro) ou arménia (português europeu) é um sistema numérico histórico que foi criado usando as maiúsculas do alfabeto armênio.
O antigo sistema não tinha correspondência notacional para número zero.  
Os princípios deste sistema eram basicamente os mesmos do sistema grego e do hebraico.
Na Armênia de hoje em dia usa-se os algarismos arábicos.
| Armênio | Transliteração | Arábico |
| ------- | -------------- | ------- |
| Ա       | A              | 1       |
| Բ       | B              | 2       |
| Գ       | G              | 3       |
| Դ       | D              | 4       |
| Ե       | E / YE         | 5       |
| Զ       | Z              | 6       |
| Է       | É              | 7       |
| Ը       | Ě (Ə/ə)        | 8       |
| Թ       | T'             | 9       |
| Ժ       | Ž              | 10      |
| Ի       | I (Ē)          | 20      |
| Լ       | L              | 30      |
| Խ       | X (KH)         | 40      |
| Ծ       | C ('tDZ)       | 50      |
| Կ       | K'             | 60      |
| Հ       | H              | 70      |
| Ձ       | DZ             | 80      |
| Ղ       | GH             | 90      |
| Ճ       | Č ('TCH)       | 100     |
| Մ       | M              | 200     |
| Յ       | Y              | 300     |
| Ն       | N              | 400     |
| Շ       | Š (SH)         | 500     |
| Ո       | O / V          | 600     |
| Չ       | Č' (CH)        | 700     |
| Պ       | P'             | 800     |
| Ջ       | J'             | 900     |
| Ռ       | RR             | 1000    |
| Ս       | S              | 2000    |
| Վ       | V              | 3000    |
| Տ       | T'             | 4000    |
| Ր       | `R             | 5000    |
| Ց       | C' (TS)        | 6000    |
| Ւ       | Y / I / V (H)  | 7000    |
| Փ       | P              | 8000    |
| Ք       | K              | 9000    |

## Algoritmo
Os números escrevem-se de esquerda a direita (tal como na língua armênia). Sendo o valor de um número obtido por simples adição, com o qual a ordem em que se escrevem é irrelevante, o convênio é, porém, escrevê-los em ordem decrescente.

### Exemplos
- ՌՋՀԵ = 1975 = 1000 + 900 + 70 + 5
- ՍՄԻԲ = 2222 = 2000 + 200 + 20 + 2
- ՍԴ = 2004 = 2000 + 4
- ՃԻ = 120 = 100 + 20
- Ծ = 50

Para números maiores que 9.000 põe-se uma linha sobre a correspondente letra, ficando multiplicada por 10.000, assim 10,000 seria Ա com uma linha em cima.